# Нодзомі (сінкансен)

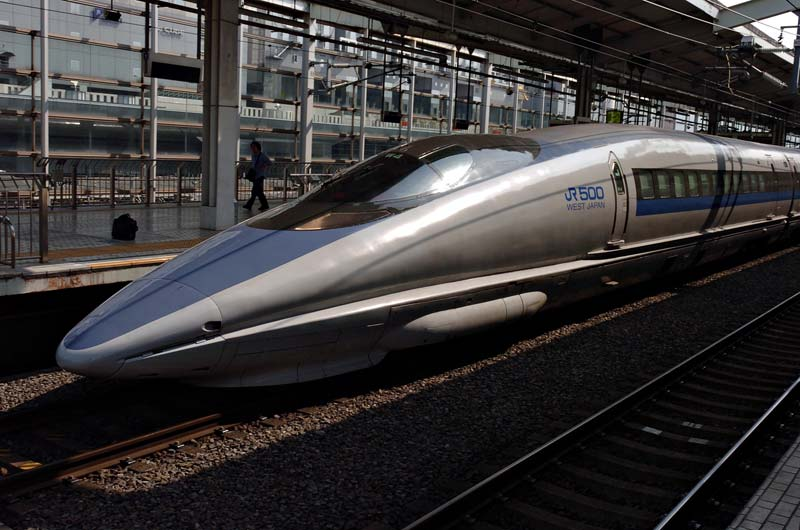
Поїзд 500-ї серії на станції Кіото, березень 2005

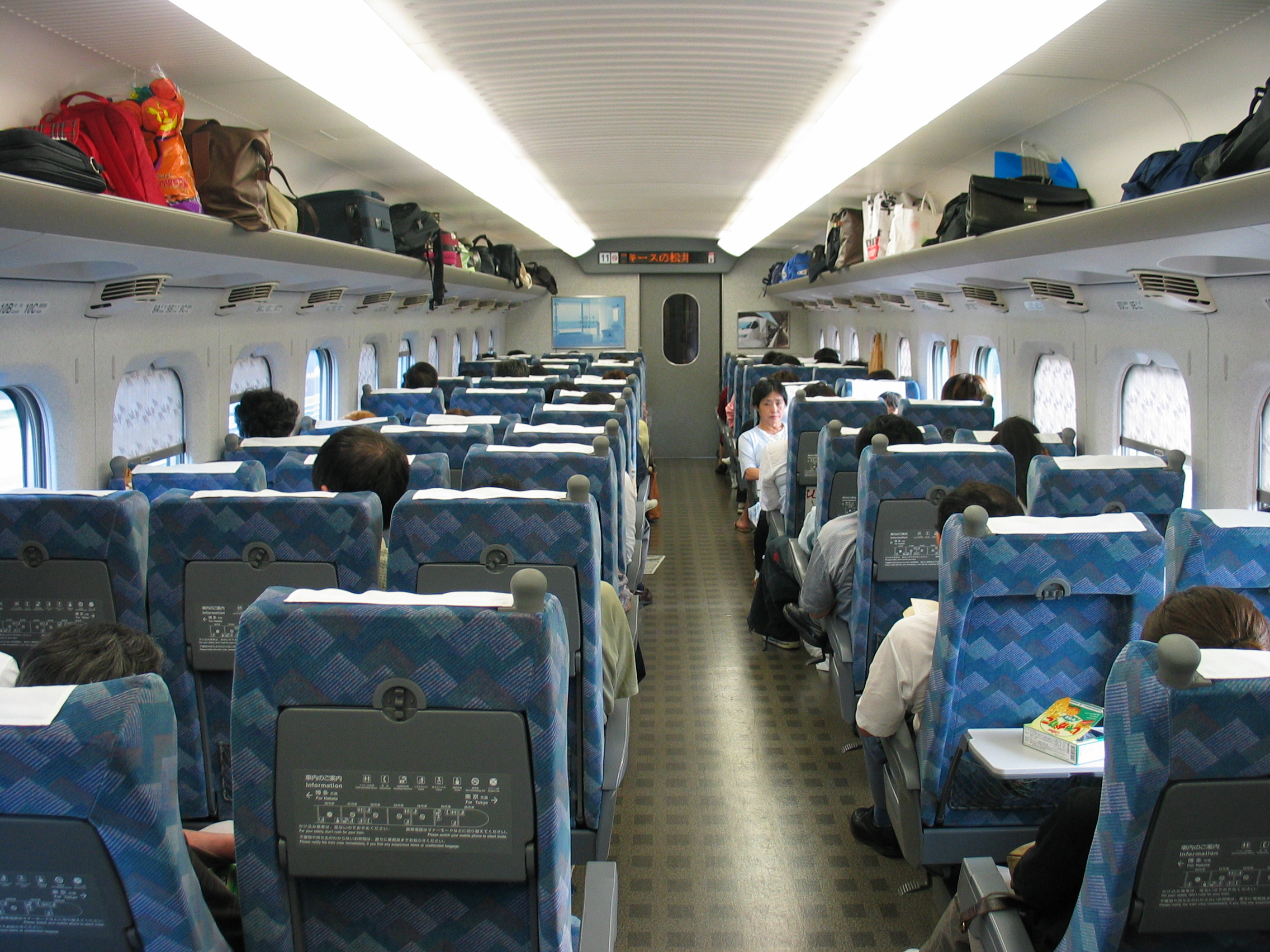
Інтер'єр поїзда 700-ї серії (на маршруті Нодзомі), вересень 2004

Нодзоми (яп. のぞみ, «надія») — найшвидший маршрут високошвидкісних поїздів на лініях сінкансена Токайдо і Саньйо. Введений в експлуатацію 14 березня 1992 року.

## Швидкість і час поїздки
Шлях від станції Токіо до станції Сін-Осака (515,4 км) займає 2 години 25-37 хвилин; до станції Хаката (1069,1 км) — від 4 годин 50 хвилин до 5 годин 20 хвилин. Максимальна швидкість руху на поїздах 300-ї серії становила 270 км/год. В даний час на лінії Саньйо-сінкансен на поїздах 700-ї серії становить 285 км/год, а на поїздах 500-й і N700-ї серій — 300 км/год. Поїзда маршруту Нодзомі займають третє місце за швидкістю серед комерційно експлуатованих в світі поїздів (після шанхайського маглева і сінкансена Хаябуса).

## Станції
Токіо ↔ ( Сінагава ) ↔ ( Сін-Йокогама ) ↔ Нагоя ↔ Кіото ↔ Сін-Осака ↔ Сін-Кобе ↔ < Хімедзі > ↔ Окаяма ↔ [ Фукуяма ] ↔ Хіросіма ↔ [ Токуяма ] ↔ [ Сін-Ямагуті ] ↔ Кокура ↔ Хаката
Умовні позначення:
- Дужки (Сінагава і Сін-Йокогама): всі поїзди зупиняються як мінімум на одній з цих станцій. Також на Сін-Йокогамі зупиняються всі поїзди прямого сполучення Токайдо — Саньйо (потяги, які йдуть в або із Хакати, зупиняються на обох).
- Кутові дужки: на Хімедзі зупиняється тільки частина поїздів, що йдуть в/з Окаями/в або в/з Хіросіми.
- Квадратні дужки: на Фукуямі, Токуямі і Сін-Ямагуті зупиняються та частина поїздів, що йдуть в/з Окаями/в або в/з Хіросіми/у, яка не зупиняється на Хімедзі.

## Етимологія
Слово нодзомі (яп. 望み) японською означає «бажання, надія». Воно було вибране для позначення швидшого поїзда, ніж «Хікарі» («світло») або «Кодама» («відлуння»). Як й інші назви поїздів, «Нодзомі» у цьому застосуванні пишеться тільки хіраганою.